# Pont Vell (la Bisbal d'Empordà)
El Pont Vell és una obra del municipi de la Bisbal d'Empordà protegida com a bé cultural d'interès local.

## Descripció
El pont està situat sobre el riu Daró, entre el carrer del Pont i el carrer Cavallers. Consta de dos grans arcs escarsers que s'uneixen en un gran pilar central de base poligonal irregular. Aquests arcs són de carreus ben escairats als paraments exteriors i interiors i de paredat a la volta. També hi ha carreus de pedra a les bases dels pilars laterals i a les cantonades sobresortints del pilar central. El pas de vianants és pavimentat.
El pont conserva una placa amb un relleu on apareix l'escut de la Bisbal i la data del 1605.

## Història
El Pont Vell va ser construït a la sortida de la muralla pel portal del carrer de la Riera, amb la finalitat de comunicar la vila medieval de la Bisbal amb el camí de Girona. El pont era fortificat; posseïa una torre amb portal al centre. La data de construcció és el 1605, segons consta a la placa conservada al pont, encara que l'origen del pont és molt més antic. Des de la fundació de la Bisbal consta l'existència de dues vies: una cap a Cruïlles travessant el riu i una altra que, per la seva riba dreta, arribava als pobles de la muntanya. El Pont Vell de la Bisbal va ser escenari del fet d'armes esdevingut el 14 de setembre del 1810, quan les tropes del general O'Donnell van atacar la vila i empresonaren tota la guarnició francesa. O'Donnell fou lleugerament ferit damunt el pont, cosa que li valgué el títol de comte de la Bisbal, concedit per les Corts de Cadis.

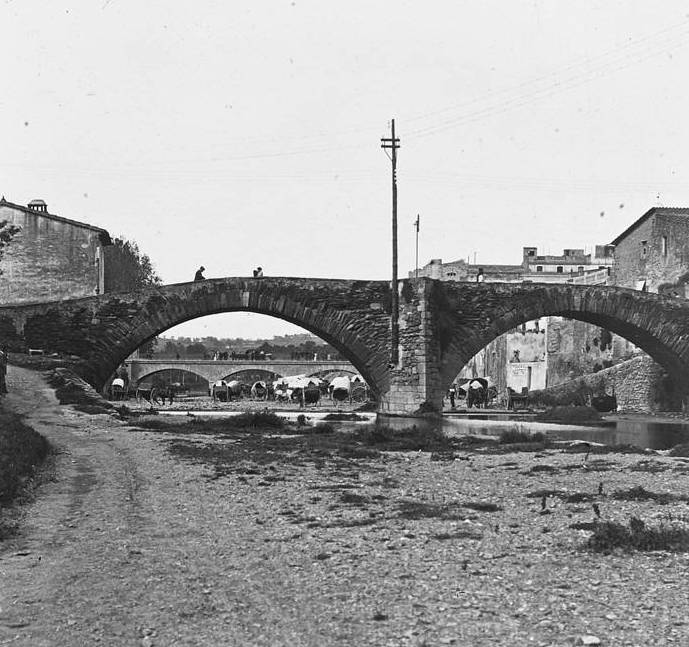
Pont Vell fotografiat l'any 1913 per Josep Salvany i Blanch